# Lasse Litma
Lasse Litma (* 5. dubna 1954, Jyväskylä) je bývalý finský hokejový obránce. Finsko reprezentoval na ZOH 1980 v Lake Placid a 4× na Mistrovství světa (1978, 1979, 1981 a 1983).